# Meads Peak
Il Meads Peak (in lingua inglese: Picco Meads) è un picco roccioso alto 1.165 m, situato 1 km al di là dell'estremità nordoccidentale del Hudson Ridge, nel Neptune Range, che fa parte dei Monti Pensacola in Antartide.
Il picco roccioso è stato mappato dall'United States Geological Survey (USGS) sulla base di rilevazioni e foto aeree scattate dalla U.S. Navy nel periodo 1956-66.
La denominazione è stata assegnata dall'Advisory Committee on Antarctic Names (US-ACAN) in onore di Edward "Buzz" C. Meads, conduttore di mezzi da cantiere presso la Stazione Ellsworth durante l'inverno del 1958.